# Patxi Saez Beloki
Patxi Saez Beloki (Beasáin, Guipúzcoa, 8 de marzo de 1964) es un sociolingüista vasco y español miembro de la Real Academia de la Lengua Vasca-Euskaltzaindia. Es Licenciado en Ciencias Sociales y de la Información y Especialista en Planificación Lingüística por la Universidad del País Vasco.

## El Paradigma del Carro
El 12 de febrero de 2016, en Bilbao, en la sede oficial de la Real Academia de la Lengua Vasca, ante más de un centenar de académicos, investigadores, vascólogos y especialistas en lengua vasca, presentó por primera vez el Paradigma del Carro, también denominado Paradigma de la Necesidad Natural.

Porque lo que pide Patxi Saez Beloki es fundamentalmente un cambio de paradigma, es decir, utilizando el ejemplo de la evolución de la ciencia, antes veíamos la Física desde el paradigma creado por Newton, después, (a principios del siglo XX) se produjo una revolución científica y se cambió el paradigma, a partir de ahí empezamos a ver la Física desde el paradigma creado por Einstein (teoría de la relatividad). ¿Quiere decir eso que Newton estaba equivocado y Einstein estaba en lo cierto? ¿Que las leyes descritas por Newton eran erróneas y absurdas? No, señorías, un cambio de paradigma no es éso, sino esto otro: Einstein no demolió a Newton, sino que lo superó, ofreciendo una nueva forma de entender la Física por la que se produjeron enormes avances científicos. Porque, en el fondo, el paradigma de Newton ya había dado todo lo que tenía que dar, estaba agotado, marchito, sin vida. En una palabra, estaba muerto y había empezado a fosilizarse. Patxi Saez Beloki, al fin y al cabo, lo que reclama es una revolución científica y para ello nos propone un nuevo paradigma para llevarla a cabo.

Pruden Gartzia Isasti

El Paradigma del Carro propone un nuevo paradigma sociolingüístico para la revitalización de las lenguas minorizadas. Es un arquetipo o patrón teórico que articula el carro de la revitalización de las lenguas sobre dos ruedas motrices —la de la adquisición de la lengua y la de su utilización— que giran simultáneamente sobre un mismo eje retroalimentándose mutuamente. La tracción del carro de la revitalización lingüística se origina por la necesidad vital y funcional de utilizar la lengua como instrumento de comunicación social para satisfacer las necesidades humanas. Es así que el constructo teórico del Paradigma del Carro está interconectado con la Pirámide de Maslow o jerarquía de las necesidades humanas.
Según determina este marco teórico, la revitalización lingüística de toda lengua debe comenzar por atender y satisfacer, en un primer momento, las necesidades humanas de comunicación efectivas y afectivas más básicas y primitivas del individuo (como son las relaciones maternofiliales y familiares, así como las relaciones más íntimas de amistad y confraternidad). Después de colmar las necesidades vitales de comunicación de la primera socialización del individuo la revitalización lingüística debe centrarse en las necesidades naturales de comunicación de la segunda socialización como la educación y culturización del individuo en la que intervienen agentes socializadores tan importantes como la escuela y los medios de comunicación con un papel muy relevante para internet y las redes sociales. Por último, según el Paradigma del Carro, la actividad humana por antonomasia, vinculada estrechamente con la evolución social y que es transversal a todas las necesidades humanas, es el trabajo. El ser humano que vive integrado en la sociedad tiene el trabajo como medio de vida y como modo de vida. El trabajo es la actividad que más ocupa y más preocupa al ser social. Con el trabajo se sacia desde la necesidad humana más primigenia, como es la necesidad vital de alimentación, hasta la más compleja o sofisticada, como es la autorrealización del ser humano, situada en la cúspide de La Pirámide de Maslow. Por tanto, la recuperación efectiva de toda lengua, en cuanto a instrumento de comunicación social, se culmina con la normalización de la lengua en el ámbito laboral, actividad central de la organización social del individuo.

## Obras

### Ensayo
- Euskararen biziberritzea: marko, diskurtso eta praktika berriak birpentsatzen, (elkarlanean), Bilbo: UEU, 2017.ISBN 9788484386360
- Hizkuntzakeria, Donostia: Booktegi, 2018.
- Elefanteaikusi, Donostia: Booktegi, 2018.